# Livezile (Mehedinți)
Livezile é uma comuna romena localizada no distrito de Mehedinți, na região de Oltênia. A comuna possui uma área de 66.49 km² e sua população era de 1687 habitantes segundo o censo de 2007.